# Blato na Jelovici
Blato na Jelovici je poleg Ledin zelo pomembno visoko barje na Jelovici. Obsega 13,69 ha s 6 m debelo šotno plastjo, ki je zaraščeno z ruševjem. 

## Naravni rezervat
Da so barja na Jelovici pomemben, redek in občutljiv habitat so opazili že pred letom 1976, saj so status pomembnosti in naravovarstva označili že v Inventarju najpomembnejše naravne dediščine. Danes ima barje Za Blatom status naravnega rezervata. Cilj je ohranjanje naravnih habitatnih tipov predvsem ruševja, gorskih travnikov in visokih barij.

## Visoko barje
Visoko barje je mokrišče, katerega rastline so z nalaganjem izgubile stik s podtalnico. Zato tukaj uspavajo rastline, ki so prilagojene na pogoje z malo hranilnih in mineralnih snovi.

## Živalstvo
Barje je izrednega pomena za favno kačjih pastirjev.
Jelovica predstavlja edino najdišče šotne deve (Aeshna cereulea) v Sloveniji, medtem ko kritično ogroženi barjanski škratec (Coenagrion hastulatum) v zadnjih desetletjih ni bil več najden in je mogoče na tem območju izumrl.